# گیکور (فیلم ۱۹۳۴)
گیکور (ارمنی: Գիքոր) یک فیلم به زبان ارمنی به کارگردانی آماسیا مارتیروسیان است که در سال ۱۹۳۴ منتشر شد. این فیلم بر اساس داستانی به همین نام نوشته هوهانس تومانیان ساخته شده است.

## بازیگران
- هراچیا نرسیسیان در نقش هامبو
- آوت آوتیسیان در نقش آرتم
- بوغوسیان در نقش گیکور
- هاسمیک در نقش ددی
- ماریا جرپتیان در نقش ناتو
- تاتیانا ماخموریان در نقش نانی
- ماریا برویان در نقش میهمان
- گورگن گابریلیان در نقش گلفروش
- آرشاک هاروتیونیان در نقش دکانچی
- تاتول دیلاکیان در نقش واسو
- آرام آمیربکیان در نقش باگو
- آرکادی هاروتیونیان